# Кастелнодари
Кастелнодари (фр. Castelnaudary) је насељено место у Француској у региону Лангдок-Русијон, у департману Од.
По подацима из 2011. године у општини је живело 11.876 становника, а густина насељености је износила 248,87 становника/km².

## Демографија
| 1962. | 1968. | 1975.  | 1982.  | 1990.  | 2011.  |
| ----- | ----- | ------ | ------ | ------ | ------ |
| 9.343 | 9.936 | 10.118 | 10.750 | 10.970 | 11.876 |